# Francesco Silva
Francesco Silva (Morbio Inferiore, 1560 – 1643) è stato uno scultore svizzero.

## Biografia
Nacque nel Canton Ticino e si trasferì a Roma nella bottega di Guglielmo Della Porta. Collaborò in questa fase alla creazione dell'atrio della Basilica di San Pietro, e successivamente si trasferì a Fabriano e Faenza.
Rientrò in patria e fu attivo a Morbio Inferiore e in Valtellina; il suo principale apporto artistico fu nella costruzione delle statue di dieci delle quindici cappelle che compongono il Sacro Monte di Varese e al Sacro Monte di Ossuccio.
Fu il capostipite di una dinastia di scultori, tra cui il figlio Agostino Silva.